# Călmățuiu de Sus
Călmățuiu de Sus è un comune della Romania di 2 401 abitanti, ubicato nel distretto di Teleorman, nella regione storica della Muntenia. 
Il comune è formato dall'unione di 3 villaggi: Băcălești, Călmățuiu de Sus, Ionașcu.